# Euderces noguerai
Euderces noguerai är en skalbaggsart som beskrevs av Giesbert och Chemsak 1997. Euderces noguerai ingår i släktet Euderces och familjen långhorningar.
Artens utbredningsområde är Belize. Inga underarter finns listade i Catalogue of Life.